# Монго, Никола-Юбер
Никола-Юбер Монго (фр. Nicolas-Hubert Mongault; 6 октября 1674, Париж — 11 августа 1746, там же) — французский священник, богослов, литератор, переводчик. Член Французской академии (с 1718, кресло 19).

## Биография
Единственный сын Жильбера Кольбера, маркиза де Сен-Пуанжа, двоюродный брат Жана-Батиста Кольбера.
В молодости вступил в католическое общество апостольской жизни ораторианцев. Пользовался покровительством Кольбера, архиепископа Тулузского.
Был воспитателем Людовика де Бурбона, герцога Орлеанского.
Частый гость парижского литературного салона маркизы де Ламберт, где представил, в частности, свой перевод с греческого «Истории от Марка Аврелия» (лат. «Historia post Marcum Aurelium») Геродиана (1700) и с латинского обращения Цицерона к Аттику (1701).
В 1718 году был избран членом Французской академии.
Член Академии надписей и изящной словесности.
С 1719 до своей смерти в 1746 году был настоятелем Вильневского аббатства в Ле-Биньоне.
Вольтер писал о нём в своем «Веке Людовика XIV», что Монго — автор лучшего перевода «Писем Цицерона». Современники отмечали 

"В переводах аббата Монго мы находим чистоту и элегантность стиля; а в примечаниях высокую эрудицию, точность, аккуратность и вкус